# Union sportive Sainte-Austreberthe Pavilly Barentin
L'Union sportive Sainte-Austreberthe Pavilly Barentin (USSA Pavilly Barentin) est un club cycliste français évoluant en Nationale 2. Leurs coureurs sont surnommés "Les Loups Verts" en référence à la légende locale du Loup Vert. 

## Histoire de l'équipe
L'USSAPB a été fondé en 1910 sous le nom "Union Sportive de Sainte-Austreberthe". Le club est repris en 1976 par Jackie Tiphaigne pour devenir un club de haut niveau. Dans les années 1980, le club absorbe les clubs de Pavilly et de Barentin pour devenir l'actuelle Union Sportive de Sainte-Austreberthe Pavilly Barentin.
Jusqu'en 2011, l'équipe évolue en Division Nationale 1, le plus haut niveau amateur français. En 2012, l'USSAPB crée l'équipe professionnelle Véranda Rideau Super-U. L'USSAPB devient alors équipe réserve et doit descendre en DN2. 

24 coureurs professionnels sont issus de l'USSAPB dont Alexis Gougeard, Julien Duval ou encore Laurent Genty.

## Championnats nationaux
- Championnats de France sur piste : 1
  - Américaine : 2011 (Julien Duval)

## USSA Pavilly Barentin en 2015

### Effectif
| Cycliste             | Date de naissance | Nationalité | Équipe 2014                    |  |
| -------------------- | ----------------- | ----------- | ------------------------------ |  |
| Benjamin Barbey      | 1er avril 1989    | France      |                                |  |
| Hugo Bouguet         | 16 juillet 1985   | France      | USSA Pavilly Barentin          |  |
| Florian Bouleux      | 17 novembre 1992  | France      | USSA Pavilly Barentin          |  |
| Wilfried Canales     | 16 juillet 1996   | France      | Souvenir Daniel Laborne Junior |  |
| Christopher de Souza | 15 mars 1989      | France      | USSA Pavilly Barentin          |  |
| Nicolas Hallier      | 1er février 1996  | France      |                                |  |
| Kévin Lalouette      | 18 février 1984   | France      | USSA Pavilly Barentin          |  |
| Pierre Lebreton      | 30 mars 1990      | France      | Peltrax-CS Dammarie-lès-Lys    |  |
| Florian Leroyer      | 12 décembre 1996  | France      | USSA Pavilly Barentin Junior   |  |
| Médéric Mancel       | 23 octobre 1993   | France      | USSA Pavilly Barentin          |  |
| Anthony Morel        | 15 janvier 1994   | France      | USSA Pavilly Barentin          |  |
| Mickael Olejnik      | 9 mai 1980        | Pologne     | USSA Pavilly Barentin          |  |
| Tomasz Olejnik       | 7 mai 1985        | Pologne     | USSA Pavilly Barentin          |  |
| Simon Recoules       | 8 mai 1995        | France      | VC Eudois et Breslois          |  |
| Arthur Tropardy      | 4 janvier 1991    | France      | USSA Pavilly Barentin          |  |
| Florian Van Eslander | 6 février 1995    | France      | CC Cambrésien                  |  |
| Damian Wild          | 6 août 1992       | France      | VC Rouen 76                    |  |

### Victoires
| Date | Course | Pays | Classe | Vainqueur |
| ---- | ------ | ---- | ------ | --------- |

## Anciens coureurs
- Laurent Genty
- Dominique Rollin
- Cyril Bos
- Étienne Pieret
- Flavien Maurelet
- Clément Saint-Martin
- Jérémy Leveau
- Rudy Barbier
- Alexis Gougeard
- Julien Duval